# Alpamayo
A Nevado Alpamayo az egyik legszembetűnőbb hegycsúcs a Cordillera Blancában (amelyet 50 hegycsúcs alkot), a perui Andokban.
Az Alpamayo szinte egy tökéletes jégpiramis, egyike a Santa Cruz-hegység hegyeinek, amely a Cordillera Blanca legészakibb része. Habár alacsonyabb, mint sok szomszédos hegy, kiválik szokatlan formájával és szépségével. Valójában két éles csúcsa van, az északi és a déli, melyeket keskeny gerinc köt össze. Neve az Allpa (föld) és a Mayu (folyó) kecsua szavakból ered.
A leghasználtabb mászási útvonal a Ferrari útvonal, ami a hegy délnyugati oldalán van. Ezt 1975-ben nyitotta meg egy olasz hegymászócsoport Casimo Ferrari vezetésével. Nehéz útvonal, jó felszerelést igényel. Van egy alternatív útvonal is, amely Vasque-French útvonalként ismert.